# 前田金五郎
前田 金五郎（まえだ きんごろう、1920年9月11日 - 2013年2月21日）は、日本の国文学者。近世文学、特に井原西鶴が専門。専修大学名誉教授。

## 経歴
1920年、静岡県静岡市で生まれた。。東京文理科大学で学び、卒業。
卒業後は専修大学助教授に就いた。後に教授昇格。1991年に専修大学を定年退任し、名誉教授となった。2013年2月21日、消化管出血のため東京都で死去。

## 研究内容・業績
専門は国文学で、近世文学。特に井原西鶴作品を専門とした。小西甚一が「怪物」と評しており、博識で知られた。

## 著作

### 単著
- 『好色一代男全注釈』(日本古典評釈・全注釈叢書) 角川書店 1980-1981
- 『西鶴大矢数注釈』(全4巻) 勉誠社 1986-1987
- 『好色五人女全注釈』勉誠社 1992
- 『西鶴語彙新考』勉誠社 1993
- 『好色一代女全注釈』勉誠社 1996
- 『西鶴発句注釈』勉誠出版 2001
- 『西鶴連句注釈』勉誠出版 2003
- 『近世文学雑考』勉誠出版 2005
- 『近世文学雑記帳』勉誠出版 2007
- 『思い出雑記帳』勉誠出版 2012 [3]

### 共編
- 『岩波古語辞典』大野晋・佐竹昭広共編 岩波書店 1974

### 校注
- 『仮名草子集』(日本古典文学大系 90) 森田武共校注、岩波書店 1965
- 『武家義理物語』西鶴著、横山重共校注、岩波文庫 1966
- 『武道伝来記』西鶴著、横山重共校注、岩波文庫1967
- 『日本永代蔵 新注』西鶴著、大修館書店 1968
- 『竹斎物語集』古典文庫(近世文芸資料) 1970
- 『世間胸算用 付:現代語訳』西鶴著、訳註、角川文庫 1972
- 『西鶴織留 付現代語訳』訳注、角川文庫 1973